# تسلق رياضي
التسلق الرياضي هو شكل من أشكال تسلق الصخور الذي قد يعتمد على المراسي الدائمة المثبتة على الصخر للحماية، حيث يتم ربط حبل متصل بالمتسلق للحماية أثناء السقوط، وعادة ما ينطوي التسلق الرياضي على تقنيات تسلق رائدة.
التسلق الرياضي يؤكد على القوة والتحمل والقدرة الجمالية والتقنية.
مع زيادة إمكانية الوصول إلى جدران التسلق، والصالات الرياضية، يدخل المزيد من المتسلقين الآن هذه الرياضة من خلال التسلق الداخلي أكثر من التسلق في الهواء الطلق. [بحاجة لمصدر] الانتقال من التسلق الداخلي إلى التسلق الرياضي ليس صعبًا لأن التقنيات والمعدات المستخدمة للتسلق الداخلي تكاد تكون كافية للتسلق الرياضي.
من المقرر أن يبدأ التسلق الرياضي لأول مرة في الألعاب الأولمبية الصيفية 2020 في طوكيو ، اليابان ، وقد تم اختباره مسبقًا في الألعاب الأولمبية الصيفية للشباب 2018 .

## الأساسيات

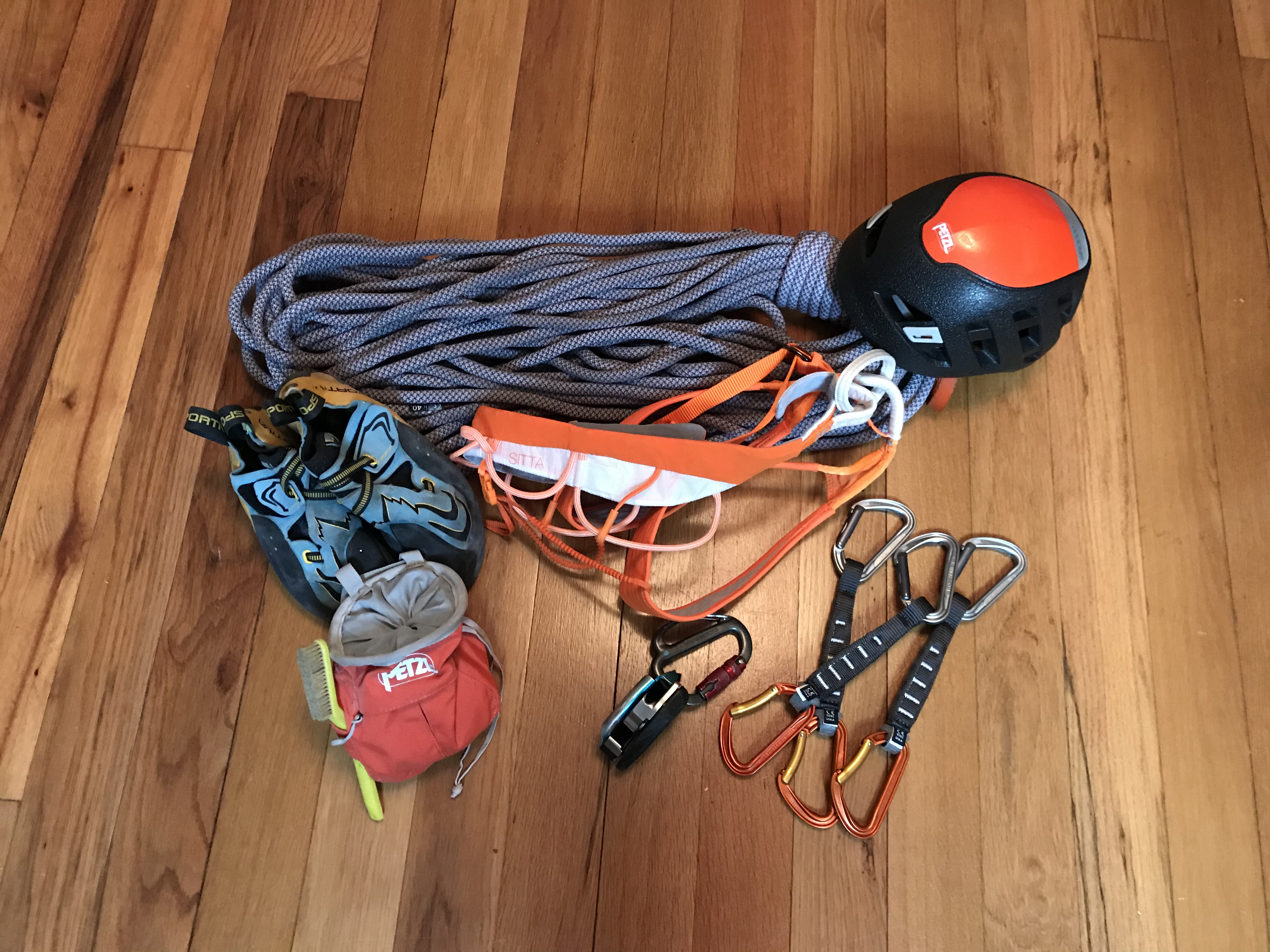
معدات التسلق الرياضية. من اليسار إلى اليمين ، من الأعلى إلى الأسفل: الحبل ، والخوذة ، وأحذية التسلق ، والحزام ، وحقيبة الطباشير ، وجهاز بيلاي ، والسحب السريع.

على مسار التسلق الرياضي، تتبع البراغي الموضوعة مسبقًا `` خطًا '' في وجه الصخرة. يمكن أن يختلف التسلق الرياضي في الطول من بضعة أمتار إلى 60 متر (200 قدم) كاملة 60 متر (200 قدم) طول الحبل للصعود بتعدد الانحرافات. قد تكون منطقة التسلق مجهزة بمسامير قليلة أو كثيرة.
يمكن ممارسة رياضة التسلق بمعدات قليلة نسبيًا. تشمل المعدات المستخدمة في رياضة التسلق:

### الألعاب الأولمبية
في سبتمبر 2015 ، تم تضمين التسلق الرياضي في قائمة مختصرة جنبًا إلى جنب مع البيسبول والكرة اللينة والتزلج على الجليد وركوب الأمواج والكاراتيه ليتم النظر في إدراجهم في دورة الألعاب الأولمبية الصيفية لعام 2020 ؛  وفي يونيو 2016 ، أعلن المجلس التنفيذي للجنة الأولمبية الدولية (IOC) أنهم سيؤيدون اقتراح إدراج جميع الرياضات المختصرة في ألعاب 2020. وأخيرًا، في 3 أغسطس 2016 ، تمت الموافقة على إدراج جميع الرياضات الخمس (مثل البيسبول والكرة اللينة معًا كرياضة واحدة) في البرنامج الأولمبي لعام 2020.